# マンスリーよしもと
マンスリーよしもとは、吉本興業が1981年から2009年まで発行していたお笑い情報誌。2009年10月号以降はマンスリーよしもとPLUSにリニューアルされた。

## 歴史
ルーツは、1922年11月11日創刊の、吉本興行部が寄席に来場した客のみに配っていた「演芸タイムス」（えんげいタイムス）という小冊子が始まりである。その後上方における寄席の文化の衰退とともに廃刊となり、1926年に広報誌「笑売往来」（しょうばいおうらい）という名称に変え、1933年には吉本興業文芸部が「ヨシモト」という情報誌として創刊。1937年に紙の制約と編集委員の徴兵により休刊となった。
1981年に「マンスリーよしもと」を創刊。初代編集長は、同年吉本に新卒として入社した竹中功が務めた。毎月1日に発売。定価は150円。京阪神の書店、コンビニエンスストア、キヨスクなどで発売されていたが、2006年からは東京の書店、コンビニエンスストアでも発売。
2000年より年に1度発表される読者ランキングの「男前ランキング」「ブサイクランキング」(よしもと男前ブサイクランキング)が有名。笑福亭仁鶴が「仁鶴のつれづればなし」を連載。2006年2月号で通巻300号に達した。2007年9月発売分までは、吉本興業からの発行であったが、同年10月の持株会社化に伴い、新設子会社のよしもとクリエイティブ・エージェンシーに発行元が移行した。2009年10月号から、『マンスリーよしもとPLUS』としてリニューアルされた。値段も150円から500円となった。

## 表紙
- NO.1号 - NO.220号 絵
- NO.221号 林裕章吉本興業社長（当時）
- NO.222号 - 223号 絵
- NO.224号 間寛平
- NO.225号 わらいのじかんメンバー
- NO.226号 藤井隆
- NO.227号 3Gの絵
- NO.228号 ほんこん（130R）※吉本男前ランキングの号
- NO.229号 雨上がり決死隊
- NO.230号 池乃めだか
- NO.231号 B&B
- NO.232号 山田花子
- NO.233号 テレビ
- NO.234号 桂文珍
- NO.235号 2丁拳銃
- NO.236号 ロンドンブーツ1号2号
- NO.237号 FUJIWARA
- NO.238号 板尾創路（130R）※NSCの入学願書の写真
- NO.239号 ハイヒール
- NO.240号 ほんこん（130R）※吉本男前ランキングの号
- NO.241号 石田靖
- NO.242号 オール阪神・巨人
- NO.243号 WEST SIDE（ランディーズ、ロザン、キングコング）
- NO.244号 極楽とんぼ
- NO.245号 DonDokoDon
- NO.246号 村上ショージ
- NO.247号 なかやまきんに君
- NO.248号 雨上がり決死隊
- NO.249号 今いくよ・くるよ
- NO.250号 中田カウス・ボタン
- NO.251号 海原やすよ・ともこ
- NO.252号 岡村隆史（ナインティナイン）
- NO.253号 ほんこん（130R）※吉本男前ランキングの号
- NO.254号 三瓶、森三中
- NO.255号 ランディーズ
- NO.256号 ガレッジセール
- NO.257号 中川家
- NO.258号 木村祐一
- NO.259号 トミーズ
- NO.260号 山崎邦正
- NO.261号 東野幸治
- NO.262号 キングコング
- NO.263号 池乃めだか、島木譲二
- NO.264号 ココリコ
- NO.265号 岩尾望（フットボールアワー）※吉本男前ランキングの号
- NO.266号 謎の外人
- NO.267号 陣内智則
- NO.268号 ロバート
- NO.269号 品川庄司、フットボールアワー
- NO.270号 間寛平（絵）
- NO.271号 月亭八方
- NO.272号 かつみ♥さゆり
- NO.273号 ガキンチョ★ROCK（キングコング、ロザン）
- NO.274号 ケンドーコバヤシ
- NO.275号 チュートリアル
- NO.276号 フットボールアワー
- NO.277号 フットボールアワー※吉本男前ランキングの号
- NO.278号 友近
- NO.279号 インパルス
- NO.280号 テント
- NO.281号 ダイ麒千飯（麒麟、笑い飯、千鳥、ダイアン）
- NO.282号 ペナルティ
- NO.283号 笑福亭仁鶴
- NO.284号 笑い飯
- NO.285号 バッファロー吾郎
- NO.286号 ロザン
- NO.287号 麒麟
- NO.288号 大木こだま・ひびき
- NO.289号 岩尾望（フットボールアワー）※吉本男前ランキングの号
- NO.290号 千鳥
- NO.291号 レギュラー
- NO.292号 レイザーラモン
- NO.293号 ザ・プラン9
- NO.294号 麒麟
- NO.295号 ロバート
- NO.296号 笑い飯
- NO.297号 オール阪神・巨人
- NO.298号 原西孝幸（FUJIWARA）※NSCの入学願書の写真
- NO.299号 西川のりお
- NO.300号 赤い表紙
- NO.301号 山ちゃん（南海キャンディーズ）※吉本男前ランキングの号
- NO.302号 ほっしゃん。、オリエンタルラジオ
- NO.303号 藤田憲右（トータルテンボス）、藤井輝雄（しましまんず）、木村卓寛（天津）
- NO.304号 しずちゃん（南海キャンディーズ）
- NO.305号 オリエンタルラジオ
- NO.306号 タカアンドトシ、博多華丸・大吉
- NO.307号 NON STYLE、ブラックマヨネーズ
- NO.308号 なかやまきんに君、レイザーラモンHG
- NO.309号 陣内智則
- NO.310号 桂三枝（現・六代目桂文枝）、ヨギータ・ラガシャマナン・ジャワディカー（徳井義実）
- NO.311号 トータルテンボス 2人の子供 [特集：キッズよしもと]
- NO.312号 チュートリアル [特集：M-1グランプリ2006 ]
- NO.313号 山ちゃん（南海キャンディーズ）※吉本男前ランキングの号 [特集：2007年ヨシモトの男前って誰だ!?]
- NO.314号 サバンナ [特集：ビバ★ひとり暮らし2]
- NO.315号 たむらけんじ [特集：ファミリー〜ヨシモト交遊録〜]
- NO.316号 松本人志（ダウンタウン） [特集：大日本人]
- NO.317号 チュートリアル [特集：チュートリアリズム〜エロはんなりで行こう！〜]
- NO.318号 勝山梶 [特集：芸人バイト2]
- NO.319号 ロッシー（野性爆弾） [特集：天然王子]
- NO.320号 ディラン&キャサリン（なだぎ武、友近、木村明浩） [特集：祝 なんばグランド花月20周年]
- NO.321号 ケンドーコバヤシ [特集：ヨシモトファッション〜よしもとのオシャレ3]
- NO.322号 ブラックマヨネーズ [特集：ブラックマヨネーズAtoZ]
- NO.323号 土肥ポン太 [特集：よしもとの鍋2008]
- NO.324号 M-1グランプリ [特集：M-1グランプリ2007]
- NO.325号 山ちゃん（南海キャンディーズ） [特集：2008年ヨシモトの男前って誰だ!?]
- NO.326号 なだぎ武 [特集：ひとり芸]
- NO.327号 藤崎マーケット [特集：baseよしもと2008]
- NO.328号 ジャリズム [特集：LIVE STAND 08]
- NO.329号 ライセンス [特集：ネタの夏2008]
- NO.330号 NON STYLE [特集：よしもと青春の汗 ～スポーツ自慢芸人大集合2～]
- NO.331号 FUJIWARA [特集：コント大好き]
- NO.332号 ヒデ（ペナルティ） [特集：アウトドアの王様]
- NO.333号 バッファロー吾郎 [特集：キングオブコント2008]
- NO.334号 ロザン [特集：合格よしもと]
- NO.335号 トータルテンボス [特集 ： WE LOVE ラーメン]
- NO.336号 NON STYLE [特集：M-1グランプリ2008]
- NO.337号 吉本新喜劇（絵） [特集：沖縄国際映画祭／吉本新喜劇50周年]
- NO.338号 家城啓之　(カリカ)　[特集：ついに10年目!!2009年ヨシモトの男前って誰だ!?]
- NO.339号 中山功太 [特集：中山功太責任編集 ナカヤマンスリーよしもこうた]
- NO.340号 はんにゃ [特集：under 5 years 2009]
- NO.341号 藤原一裕(ライセンス)、家城啓之(カリカ)　[特集：ネタの夏2009]
- NO.342号 バッファロー吾郎　[特集：THE 20TH ANNIVERSARY バッファロー吾郎 メガネとメガネで20年]

## 記念号
- 1号 1981年4月
- 100号 1989年6月
- 200号 1997年10月
- 300号 2006年2月

## 特別掲載
吉本男前ランキング
- 殿堂入りした人物
  - 田村亮（ロンドンブーツ1号2号、2000年 - 2002年）
  - 徳井義実（チュートリアル、2003年 - 2005年）
  - 井上聡（次長課長、2006年 - 2008年）
  - 藤原一裕（ライセンス、2009年 - 2011年）

吉本ブサイクランキング
- 殿堂入りした人物
  - ほんこん（130R、2000年 - 2002年）
  - 岩尾望（フットボールアワー、2003年 - 2005年）
  - 山里亮太（南海キャンディーズ、2006年 - 2008年）
  - 家城啓之（カリカ、2009年 - 2011年）

第1回 髪型お笑い大賞
- 大賞：オリエンタルラジオ・藤森
- 金賞：タカアンドトシ・タカ
- 銀賞：オリエンタルラジオ・中田

### 吉本のおしゃれランキング
2001年11月号に掲載
吉本のおしゃれな若手ランキング
- 1位キングコング・梶原
- 2位品川庄司・庄司
- 3位FUJIWARA・藤本
- 4位キングコング・西野
- 5位ランディーズ・高井
- 6位ロザン・宇治原
- 7位陣内智則
- 8位ハリガネロック・松口
- 9位COWCOW・よし
- 9位ルート33・増田

吉本のダサい若手ランキング
- 1位バッファロー吾郎・木村
- 2位FUJIWARA・原西
- 3位バッファロー吾郎・竹若
- 4位次長課長・河本
- 5位サバンナ・八木
- 6位なかやまきんに君
- 7位ケンドーコバヤシ
- 8位レギュラー・松本
- 9位ロザン・宇治原
- 10位フットボールアワー・岩尾

吉本のおしゃれなベテランランキング
- 1位ダウンタウン・浜田
- 2位明石家さんま
- 3位ダウンタウン・松本

吉本のダサいベテランランキング
- 1位雨上がり決死隊・蛍原
- 2位130R・ほんこん
- 3位村上ショージ

## 連載・掲載
- 吉本新喜劇通信
  - 内場勝則の活字中毒
  - メンバー新発見
- Neo More Deep WEST
- マンスリーエンタメコラム
  - バッファロー吾郎のこの映画も観てよ
  - 博多大吉の吉本芸人年齢座標
  - ダイノジ・大谷の俺曲がりのミュージシャン
  - 河本準一のコイツはスゴイでぇKSD!!
- 若手コラム一・二・三デスッ！
- ヨシスポ
- DVDインフォメーション
- ファンダンゴ情報
  - 大山英雄の実におもしろい！
- 劇場・イベントプログラム
- 京橋花月通信
- baseよしもと通信
- 関西・関東イベント
- ルミネtheよしもと通信
  - ブラックマヨネーズ・吉田のぶつぶつ (NO.335号にて終了)
- よしもとON音GAKU楽
- いろいろインフォメーション
- MY VOICE
- YOUR VOICE
- NEWS FLASH
  - 楽屋家政婦たむけんは見た…
- 月刊トータルテンボス
- 魁!カウス塾!! / 中田カウス
- 仁鶴のつれづれ話

## マンスリーグッズ
- 陣内智則クリアファイル(NO.267号)
- ロバートノート(NO.268号)
- 品川庄司&フットボールアワー下敷き(NO.269号)
- 月亭八方シール(NO.271号)
- かつみ・さゆり、さゆりMDケース(NO.272号)
- ケンドーコバヤシ メモ帳(NO.274号)
- チュートリアル パズル(NO.275号)
- インパルス クリアファイル(NO.279号)
- テント メモ帖(NO.280号)
- 笑い飯、麒麟、千鳥、ダイアン下敷き(NO.281号)
- ペナルティうちわ(NO.282号)
- 笑福亭仁鶴 栞＆特製ブックカバーセット(NO.283号)
- 笑い飯トランプ(NO.284号)
- バッファロー吾郎 ノート(NO.285号)
- ロザンファイルBOX(NO.286号)
- 麒麟レターセット(NO.287号)
- フットボールアワー・岩尾ミラー(NO.289号)
- 千鳥メモパッド(NO.290号)
- レギュラークリアファイル(NO.291号)
- レイザーラモンチェンジングポストカード(NO.292号)
- ザ･プラン9竹うちわ(NO.293号)
- 麒麟マウスパッド(NO.294号)
- 笑い飯ノート(NO.296号)
- オール阪神巨人フォトアルバム(NO.297号)
- 原西メモ帳(NO.298号)
- オリジナルのりおステッカー(NO.299号)
- 山ちゃん めがねクリーナー(NO.301号)
- アート☆ブロック(NO.302号)
- 6月表紙 レターセット(NO.304号)
- ブラマヨノンスタのブラック×ホワイトゲーム(NO.307号)
- 陣内智則ステッカー(NO.308号)
- ヨギータ・ラガシャマナン・ジャワディカー年賀状(NO.311号)
- 男前＆ブサイクシール(No.313号)